# Goldgelbe Traubenbasidie
Die Goldgelbe Traubenbasidie (Botryobasidium aureum) ist eine Ständerpilzart aus der Familie der Traubenbasidienverwandten (Botryobasidiaceae). Sie bildet resupinate, spinnwebartige Fruchtkörper aus, die auf den Stämmen abgestorbener Laubbäume, seltener Koniferen wachsen. Die Art ist holarktisch verbreitet. Die Fruktifikation erfolgt vom Frühjahr bis zum Herbst bei feuchtmilder Witterung. Die Anamorphe der Art ist unter dem Namen Haplotrichum aureum bekannt.

## Merkmale

### Makroskopische Merkmale
Die Goldgelbe Traubenbasidie besitzt weißliche bis hellbraun-gelbliche, gespinstartige Fruchtkörper, die resupinat (also vollständig anliegend) auf ihrem Substrat wachsen.

### Mikroskopische Merkmale

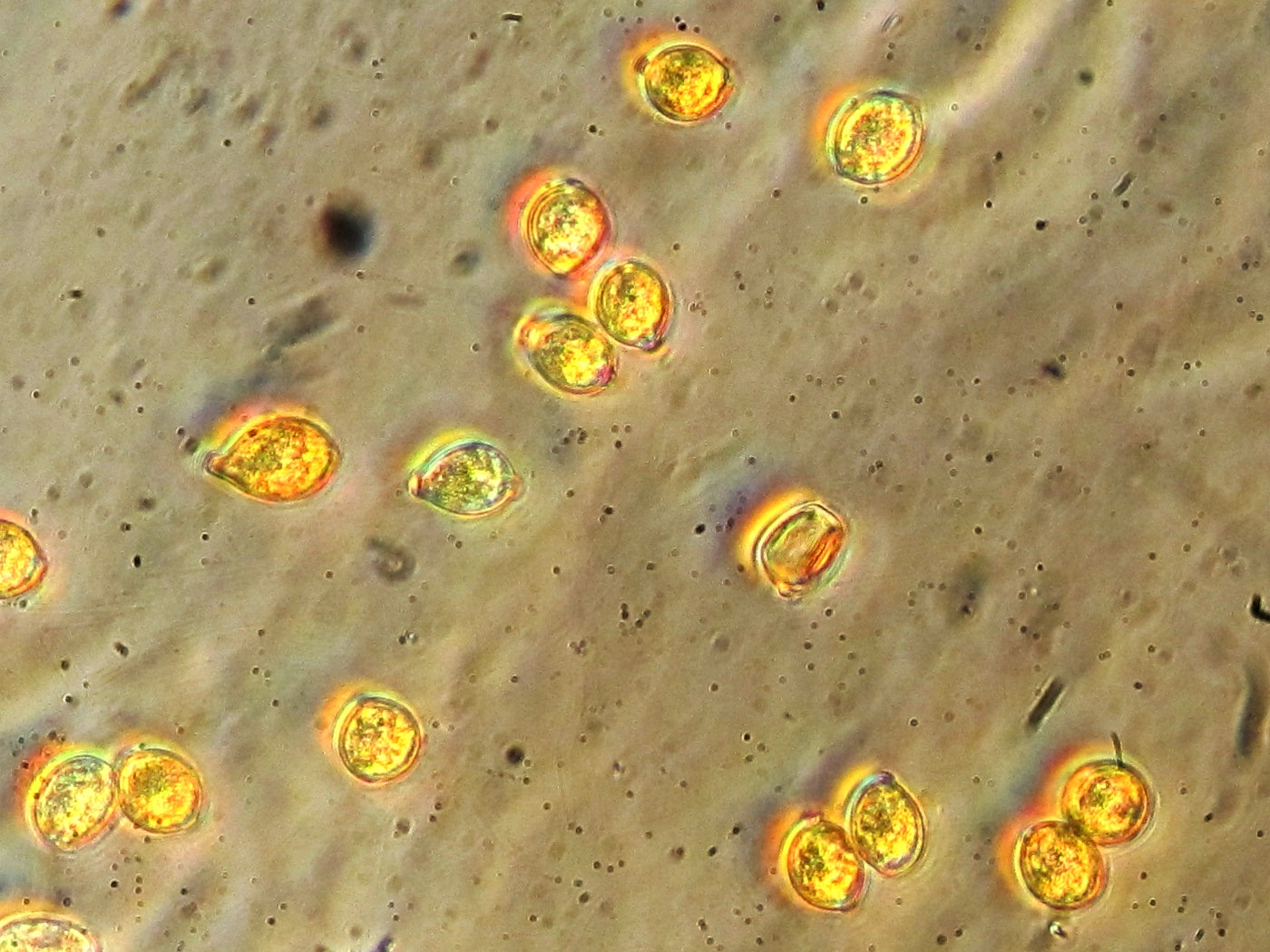
Sporen

Wie bei allen Traubenbasidien ist die Hyphenstruktur der Goldgelben Traubenbasidie monomitisch, besteht also nur aus generativen Hyphen, die sich rechtwinklig verzweigen. Die Basalhyphen sind von gelblicher Farbe und langzellig. Die Subhymenialhyphen sind hyalin, kurzzellig, dünnwandig und cyanophil. Die Art verfügt nicht über Zystiden. Die meist 6-sporigen Basidien der Art wachsen in Nestern und sind subzylindrisch. Die Sporen messen 6–10 × 3–4 µm, sie keimen in gelblichen, zitronenförmigen Konidien von 20–26 × 9–14 µm.

## Verbreitung
Die Goldgelbe Traubenbasidie ist holarktisch verbreitet.

## Ökologie
Die Goldgelbe Traubenbasidie ist ein Saprobiont, der Totholz von Laubbäumen in der Finalphase der Vermorschung besiedelt. Die Fruchtkörper sind auf Ästen und Stämmen zu finden, wo sie bei feuchter Witterung von Frühjahr bis Herbst erscheinen. Wirte sind unter anderem Hänge-Birke (Betula pendula), Rot-Buche (Fagus sylvatica) und Hainbuche (Carpinus betulus).